# Ángel Sepúlveda
Ángel Baltazar Sepúlveda Sánchez (Apatzingán, 15 febbraio 1991) è un calciatore messicano, attaccante del Cruz Azul e della nazionale messicana.

## Carriera

### Club
La sua carriera da calciatore professionista inizia nel 2010 quando si trasferisce dalle giovanili dell'Atlas al Morelia.

## Statistiche

### Presenze e reti nei club
Statistiche aggiornate al 30 giugno 2025.
| Stagione         | Squadra          | Campionato       | Campionato | Campionato | Coppe nazionali | Coppe nazionali | Coppe nazionali | Coppe continentali | Coppe continentali | Coppe continentali | Altre coppe | Altre coppe | Altre coppe | Totale | Totale |
| Stagione         | Squadra          | Comp             | Pres       | Reti       | Comp            | Pres            | Reti            | Comp               | Pres               | Reti               | Comp        | Pres        | Reti        | Pres   | Reti   |
| ---------------- | ---------------- | ---------------- | ---------- | ---------- | --------------- | --------------- | --------------- | ------------------ | ------------------ | ------------------ | ----------- | ----------- | ----------- | ------ | ------ |
| 2010-2011        | Atlético Morelia | PD               | 5          | 1          | -               | -               | -               | -                  | -                  | -                  | -           | -           | -           | 5      | 1      |
| 2011-2012        | Atlético Morelia | PD               | 11+4       | 1+2        | -               | -               | -               | CCL                | 7                  | 3                  | -           | -           | -           | 22     | 6      |
| lug.-nov. 2012   | Atlético Morelia | PD               | 5          | 0          | cMX             | 6               | 2               | -                  | -                  | -                  | -           | -           | -           | 11     | 2      |
| gen.-mag. 2013   | Toros Neza       | aMX              | 11+8       | 0+2        | cMX             | 4               | 1               | -                  | -                  | -                  | -           | -           | -           | 23     | 3      |
| 2013-2014        | Atlante          | PD               | 29         | 6          | cMX             | 5               | 2               | -                  | -                  | -                  | -           | -           | -           | 34     | 8      |
| 2014-2015        | Querétaro        | PD               | 31+6       | 4+2        | cMX             | 9               | 3               | -                  | -                  | -                  | -           | -           | -           | 46     | 9      |
| 2015-2016        | Querétaro        | PD               | 23         | 3          | cMX             | 0               | 0               | CCL                | 6                  | 1                  | -           | -           | -           | 29     | 4      |
| 2016-2017        | Querétaro        | PD               | 26         | 2          | cMX             | 5               | 1               | -                  | -                  | -                  | -           | -           | -           | 31     | 3      |
| 2017-2018        | Atlético Morelia | PD               | 31+6       | 4+1        | cMX             | 4               | 2               | -                  | -                  | -                  | -           | -           | -           | 41     | 7      |
| Totale Morelia   | Totale Morelia   | Totale Morelia   | 52+10      | 6+3        |                 | 10              | 4               |                    | 7                  | 3                  |             | -           | -           | 79     | 16     |
| lug.-dic. 2018   | Guadalajara      | PD               | 5          | 0          | cMX             | 5               | 1               | -                  | -                  | -                  | CmC         | -           | -           | 10     | 1      |
| gen.-mag. 2019   | Necaxa           | PD               | 17+2       | 2          | cMX             | 0               | 0               | -                  | -                  | -                  | -           | -           | -           | 19     | 2      |
| 2019-2020        | Club Tijuana     | PD               | 19         | 2          | cMX             | 7               | 0               | -                  | -                  | -                  | LC          | 1           | 0           | 27     | 2      |
| 2020-2021        | Querétaro        | PD               | 33+1       | 9          | -               | -               | -               | -                  | -                  | -                  | -           | -           | -           | 34     | 9      |
| lug.-nov. 2021   | Necaxa           | PD               | 10         | 0          | -               | -               | -               | -                  | -                  | -                  | -           | -           | -           | 10     | 0      |
| Totale Necaxa    | Totale Necaxa    | Totale Necaxa    | 27+2       | 2          |                 | 0               | 0               |                    | -                  | -                  |             | -           | -           | 29     | 2      |
| gen.-mag. 2022   | Querétaro        | PD               | 17         | 5          | -               | -               | -               | -                  | -                  | -                  | -           | -           | -           | 17     | 5      |
| 2022-2023        | Querétaro        | PD               | 29         | 6          | -               | -               | -               | -                  | -                  | -                  | -           | -           | -           | 29     | 6      |
| lug.-ago. 2023   | Querétaro        | PD               | 4          | 3          | -               | -               | -               | -                  | -                  | -                  | LC          | 5           | 2           | 9      | 7      |
| Totale Queretaro | Totale Queretaro | Totale Queretaro | 163+7      | 32+2       |                 | 14              | 4               |                    | 6                  | 1                  |             | 5           | 2           | 195    | 41     |
| 2023-2024        | Cruz Azul        | PD               | 27+6       | 8+1        | -               | -               | -               | -                  | -                  | -                  | -           | -           | -           | 33     | 9      |
| 2024-2025        | Cruz Azul        | PD               | 31+8       | 13+1       | -               | -               | -               | CCC                | 8                  | 9                  | LC          | 3           | 0           | 50     | 23     |
| 2025-2026        | Cruz Azul        | PD               | 2          | 3          | -               | -               | -               | -                  | -                  | -                  | LC          | 0           | 0           | 2      | 3      |
| Totale Cruz Azul | Totale Cruz Azul | Totale Cruz Azul | 60+14      | 24+2       |                 | -               | -               |                    | 8                  | 9                  |             | 3           | 0           | 85     | 35     |
| Totale carriera  | Totale carriera  | Totale carriera  | 407        | 81         |                 | 45              | 12              |                    | 21                 | 13                 |             | 9           | 2           | 482    | 108    |

### Cronologia presenze e reti in nazionale
| Cronologia completa delle presenze e delle reti in nazionale ― Messico | Cronologia completa delle presenze e delle reti in nazionale ― Messico | Cronologia completa delle presenze e delle reti in nazionale ― Messico | Cronologia completa delle presenze e delle reti in nazionale ― Messico | Cronologia completa delle presenze e delle reti in nazionale ― Messico | Cronologia completa delle presenze e delle reti in nazionale ― Messico | Cronologia completa delle presenze e delle reti in nazionale ― Messico | Cronologia completa delle presenze e delle reti in nazionale ― Messico |
| Data                                                                   | Città                                                                  | In casa                                                                | Risultato                                                              | Ospiti                                                                 | Competizione                                                           | Reti                                                                   | Note                                                                   |
| ---------------------------------------------------------------------- | ---------------------------------------------------------------------- | ---------------------------------------------------------------------- | ---------------------------------------------------------------------- | ---------------------------------------------------------------------- | ---------------------------------------------------------------------- | ---------------------------------------------------------------------- | ---------------------------------------------------------------------- |
| 2-9-2016                                                               | San Salvador                                                           | El Salvador                                                            | 1 – 3                                                                  | Messico                                                                | Qual. Mondiali 2018                                                    | 1                                                                      |                                                                        |
| 6-9-2016                                                               | Città del Messico                                                      | Messico                                                                | 0 – 0                                                                  | Honduras                                                               | Qual. Mondiali 2018                                                    | -                                                                      | 46’                                                                    |
| 29-6-2017                                                              | Houston                                                                | Messico                                                                | 1 – 0                                                                  | Ghana                                                                  | Amichevole                                                             | -                                                                      | 66’                                                                    |
| 2-7-2017                                                               | Seattle                                                                | Messico                                                                | 2 – 1                                                                  | Paraguay                                                               | Amichevole                                                             | -                                                                      | 86’                                                                    |
| 9-7-2017                                                               | San Diego                                                              | Messico                                                                | 3 – 1                                                                  | El Salvador                                                            | Gold Cup 2017 - 1°turno                                                | -                                                                      | 70’                                                                    |
| 16-7-2017                                                              | San Antonio                                                            | Curaçao                                                                | 0 – 2                                                                  | Messico                                                                | Gold Cup 2017 - 1°turno                                                | 1                                                                      |                                                                        |
| 20-7-2017                                                              | Glendale                                                               | Messico                                                                | 1 – 0                                                                  | Honduras                                                               | Gold Cup 2017 - Quarti di finale                                       | -                                                                      | 74’ 75’                                                                |
| 23-7-2017                                                              | Pasadena                                                               | Messico                                                                | 0 – 1                                                                  | Giamaica                                                               | Gold Cup 2017 - Semifinale                                             | -                                                                      | 46’                                                                    |
| 15-11-2024                                                             | San Pedro Sula                                                         | Honduras                                                               | 2 – 0                                                                  | Messico                                                                | CONCACAF Nations League 2024-2025 - Quarti di finale                   | -                                                                      | 77’                                                                    |
| 7-6-2025                                                               | Salt Lake City                                                         | Messico                                                                | 2 – 4                                                                  | Svizzera                                                               | Amichevole                                                             | 1                                                                      | 73’                                                                    |
| 10-6-2025                                                              | Chapel Hill                                                            | Messico                                                                | 1 – 0                                                                  | Turchia                                                                | Amichevole                                                             | -                                                                      | 70’                                                                    |
| 18-6-2025                                                              | Arlington                                                              | Suriname                                                               | 0 – 2                                                                  | Messico                                                                | Gold Cup 2025 - 1°turno                                                | -                                                                      | 72’                                                                    |
| Totale                                                                 |                                                                        | Presenze                                                               | 12                                                                     |                                                                        | Reti                                                                   | 3                                                                      |                                                                        |

## Palmarès

### Club

#### Competizioni nazionali
- Copa MX: 1

Queretaro: 2016
- Supercopa MX: 1

Queretaro: 2017

#### Competizioni internazionali
- CONCACAF Champions' Cup: 1

Cruz Azul: 2025

### Nazionale
- Gold Cup: 1

2025

### Individuale
- Miglior giocatore della CONCACAF Champions Cup: 1

2025
- Squadra della stagione della CONCACAF Champions Cup: 1

2025
- Capocannoniere della CONCACAF Champions Cup: 1

2025 (9 reti)